# Precious Heritage Art Gallery Museum
Le Precious Heritage Art Gallery and Cultural Museum est un musée gratuit localisé à Hoi An, ville située sur la côte centrale du Vietnam et classée au patrimoine mondial de l’Unesco. Inauguré le 1er janvier 2017, le musée présente les diverses cultures des groupes ethniques du Vietnam au travers de portraits en grande taille, costumes traditionnels, histoires et informations destinées au public.
Le Precious Heritage Museum est l'aboutissement du Projet Precious Heritage, une mission photographique entreprise durant une décennie par le photographe français Réhahn.

## Mission

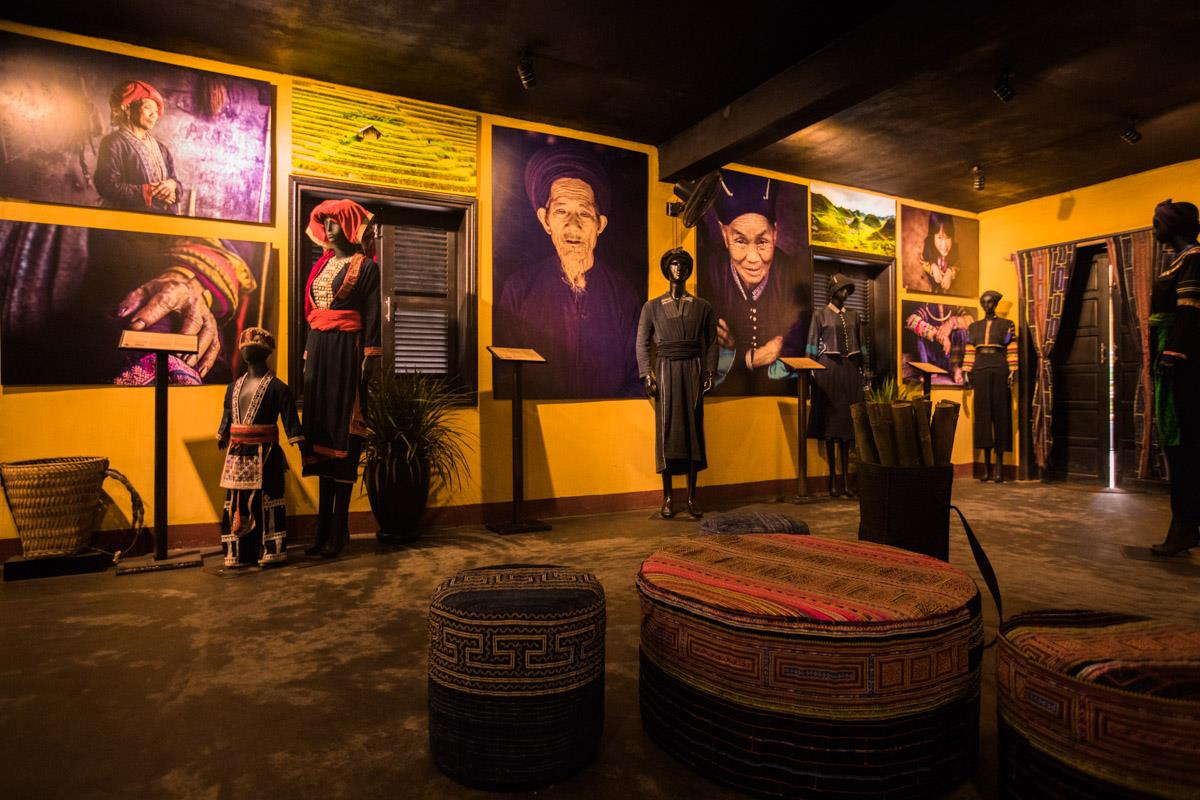
Musée Rez-de-chaussée - Ethnies du Nord

Le but du Precious Heritage Art Gallery and Museum est de promouvoir la préservation et l'importance vitale des groupes ethniques du Vietnam à travers la compréhension et le respect des cultures.

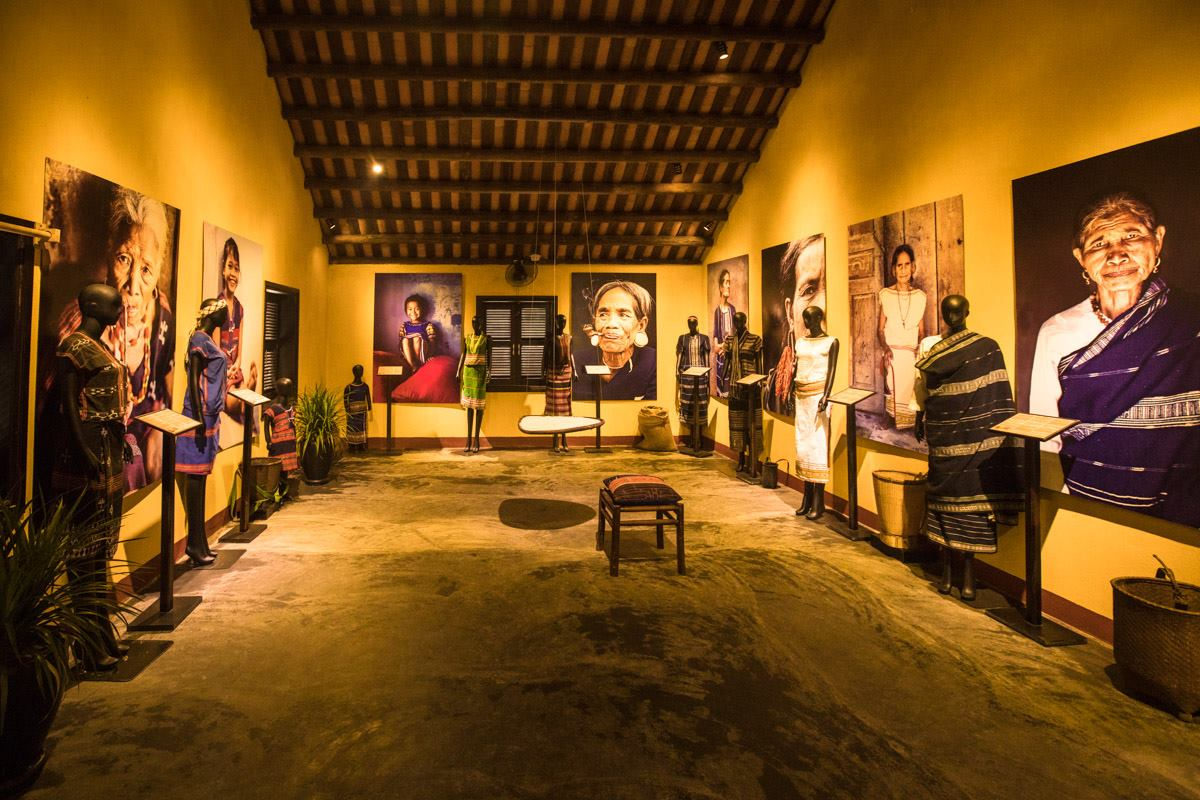
Ethnies du centre et du sud du Vietnam

## Origine du Musée
Réhahn a débuté le Projet Precious Heritage en 2010 lors d'un périple dans le nord du Vietnam en tant que photographe de voyage. Après avoir rencontré plusieurs tribus autour de Sa Pa, il a été surpris d'apprendre qu'il existait plus de 54 groupes ethniques différents à travers le pays.
 (août 2025).
Ce qui sépare les groupes l'un de l'autre peut être la multitude de langues aux racines linguistiques différentes, la diversité de leurs costumes et objets d'héritage, leurs traditions architecturales et leurs croyances religieuses. Les populations des 54 groupes ont été chiffrées lors d'un recensement mené par le gouvernement en 2009 mais certains groupes ont souffert d'un manque de recherches.
Les traditions ethniques ont changé lorsque les jeunes générations se sont éloignées de leur village. Les dialectes, tenues traditionnelles et autres éléments de leur patrimoine culturel ont alors lentement disparu.
Tandis que Réhahn voyageait au milieu de ces villages et commençait à collecter les portraits d'un membre de chaque groupe vêtu du costume traditionnel, le photographe a décidé de créer un lieu consacré aux groupes ethniques du Vietnam dans le but de conserver une partie de ce passé culturel.
En janvier 2020, Réhahn a accompli sa mission initiale consistant à rechercher, rencontrer et documenter chacun des 54 groupes ethniques du Vietnam. Le musée présente désormais tous les groupes et de nombreux sous-groupes, dont certains ne sont renseignés nulle part ailleurs.
Le Precious Heritage Art Gallery and Museum a ouvert ses portes en 2017. Il est complètement auto-financé par l'artiste et est gratuit au public.

## Bâtiment Historique
Le Precious Heritage Museum se situe dans une ancienne maison française du XIXe siècle ayant été classée comme élément d'architecture historique par la ville d'Hoi An.

## Collection Permanente

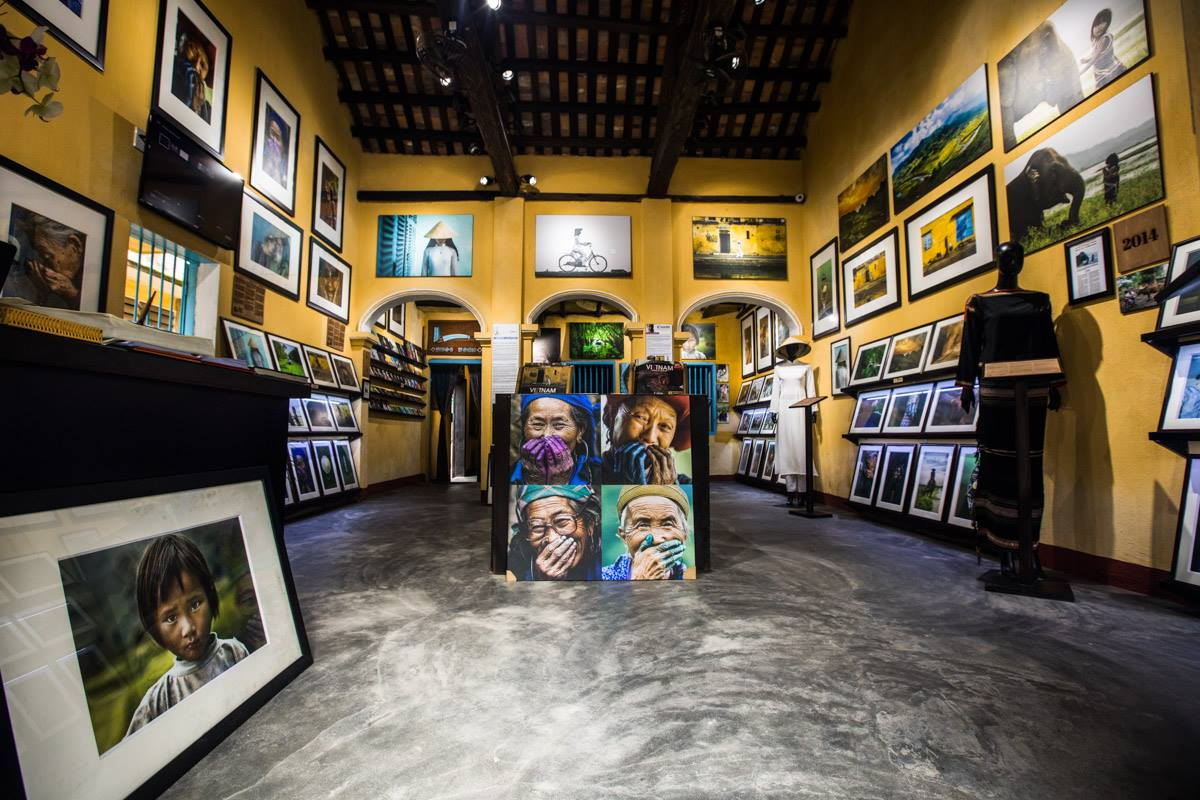
Galerie photo à l'entrée du musée.

Le Precious Heritage Museum présente une collection de costumes ethniques, d'artefacts, d'histoires et de portraits des 54 groupes ethniques du Vietnam.
La collection comprend plus de 200 photographies du Vietnam, dont un portrait formel de chacun des 54 groupes ethniques dans leur costume traditionnel. Plus de 50 costumes originaux y sont exposés, certains faisant partie des derniers en leur genre. Cette collection textile a été élaborée en large partie grâce aux dons des chefs de nombreux villages ethniques.
Les photographies de styles artistique et documentaire représentant le patrimoine culturel ont été collectées au cours de près d'une décennie de recherches menées par Réhahn tandis qu'il s'aventurait au milieu des villages ethniques du sud, du centre et du nord du Vietnam.
Chaque photographie et costume est accompagnée d'anecdotes des rencontres de Réhahn avec le membre du groupe et d'informations sur l'ethnie. Des vidéos sur la fabrication des costumes viennent compléter le musée. Il comprend également une salle consacrée au procédé de teinture à l'indigo utilisé par de nombreux groupes ethniques tels que les Dao et les Hmong. 

## Collection Hors les Murs
Une partie de la collection a été présentée lors de la Foire Internationale de Caen, du 16 au 26 septembre 2016.

## Reconnaissance et numérisation
En 2024, le Precious Heritage Art Gallery Museum devient le premier musée vietnamien à être entièrement numérisé et présenté sur la plateforme Google Arts & Culture. Ce partenariat vise à rendre accessibles en ligne les photographies de Réhahn, les costumes traditionnels ainsi que des textes éducatifs sur les ethnies du Vietnam.

## Presse
Le Precious Heritage Museum a été mentionné dans l'article du New York Times « 36 Hours in Hoi An ». Il est également listé comme « un détour indispensable » par Lonely Planet.
Le Projet Precious Heritage figure dans BBC, GEO, National Geographic et d'autres médias internationaux.